# 蒙格拉萨诺
蒙格拉萨诺（義大利語：Mongrassano），是意大利科森扎省的一个市镇。总面积34平方公里，人口1667人，人口密度49.0人/平方公里（2009年）。ISTAT代码为078080。